# Coppa Italia 2005-2006 (pallavolo femminile)
La Coppa Italia di pallavolo femminile 2005-2006 è stata la 28ª edizione della coppa nazionale d'Italia e si è svolta dal 1º novembre 2005 al 12 febbraio 2006. Alla competizione hanno partecipato 12 squadre e la vittoria finale è andata per la quarta volta al Volley Bergamo.

## Squadre partecipanti
| - Arzano - Bergamo - Chieri - Forlì - Giannino Pieralisi - Asystel | - Club Padova - Sirio Perugia - Robursport Pesaro - Santeramo - Airone - Vicenza |

## Torneo

### Tabellone
|  | Quarti di finale   | Quarti di finale   | Quarti di finale |               |                    | Semifinali         | Semifinali | Semifinali |  |  | Finale | Finale | Finale |  |
|  |                    |                    |                  |               |                    |                    |            |            |  |  |        |        |        |  |
|  | Forlì              | Forlì              | 0 - 0            |               |                    |                    |            |            |  |  |        |        |        |  |
|  | Forlì              | Forlì              | 0 - 0            |               |                    |                    |            |            |  |  |        |        |        |  |
|  | Giannino Pieralisi | Giannino Pieralisi | 3 - 3            |               |                    |                    |            |            |  |  |        |        |        |  |
|  | Giannino Pieralisi | Giannino Pieralisi | 3 - 3            |               | Giannino Pieralisi | Giannino Pieralisi | 3          |            |  |  |        |        |        |  |
|  |                    |                    |                  |               | Giannino Pieralisi | Giannino Pieralisi | 3          |            |  |  |        |        |        |  |
|  |                    |                    | Sirio Perugia    | Sirio Perugia | 2                  |                    |            |            |  |  |        |        |        |  |
|  | Sirio Perugia      | Sirio Perugia      | Sirio Perugia    | Sirio Perugia | 2                  | 3 - 3              |            |            |  |  |        |        |        |  |
|  | Sirio Perugia      | Sirio Perugia      |                  |               |                    |                    |            |            |  |  |        |        |        |  |
|  | Asystel            | Asystel            | 1 - 1            |               |                    |                    |            |            |  |  |        |        |        |  |
|  | Asystel            | Asystel            | 1 - 1            |               | Giannino Pieralisi | Giannino Pieralisi | 1          |            |  |  |        |        |        |  |
|  |                    |                    |                  |               |                    |                    |            |            |  |  |        |        |        |  |
|  |                    |                    | Bergamo          | Bergamo       | 3                  |                    |            |            |  |  |        |        |        |  |
|  | Vicenza            | Vicenza            | Bergamo          | Bergamo       | 3                  | 0 - 0              |            |            |  |  |        |        |        |  |
|  | Vicenza            | Vicenza            |                  |               |                    |                    |            |            |  |  |        |        |        |  |
|  | Robursport Pesaro  | Robursport Pesaro  | 3 - 3            |               |                    |                    |            |            |  |  |        |        |        |  |
|  | Robursport Pesaro  | Robursport Pesaro  | 3 - 3            |               | Robursport Pesaro  | Robursport Pesaro  | 2          |            |  |  |        |        |        |  |
|  |                    |                    |                  |               | Robursport Pesaro  | Robursport Pesaro  | 2          |            |  |  |        |        |        |  |
|  |                    |                    | ' Bergamo        | ' Bergamo     | 3                  |                    |            |            |  |  |        |        |        |  |
|  | Bergamo            | Bergamo            | ' Bergamo        | ' Bergamo     | 3                  | 3 - 3              |            |            |  |  |        |        |        |  |
|  | Bergamo            | Bergamo            |                  |               |                    |                    |            |            |  |  |        |        |        |  |
|  | Chieri             | Chieri             | 1 - 2            |               |                    |                    |            |            |  |  |        |        |        |  |

### Risultati

#### Ottavi di finale

##### Andata
| 1º novembre 2005 - ore 17:30 PalaITC, Tortolì               | Airone      | 3 - 2 | Forlì              | 25-23, 17-25, 25-21, 22-25, 15-11 |
| 1º novembre 2005 - ore 17:30 PalaCooper, Santeramo in Colle | Santeramo   | 1 - 3 | Vicenza            | 17-25, 25-21, 20-25, 18-25        |
| 2 novembre 2005 - ore 20:30 PalaCasoria, Casoria            | Arzano      | 1 - 3 | Chieri             | 15-25, 20-25, 26-24, 18-25        |
| 2 novembre 2005 - ore 20:30 PalaArcella, Padova             | Club Padova | 1 - 3 | Giannino Pieralisi | 25-27, 25-17, 22-25, 23-25        |

##### Ritorno
| 7 dicembre 2005 - ore 20:30 PalaTriccoli, Jesi                  | Giannino Pieralisi | 3 - 2 | Club Padova | 18-25, 25-19, 25-14, 18-25, 15-8 |
| 8 dicembre 2005 - ore 17:30 PalaGalassi, Forlì                  | Forlì              | 3 - 0 | Airone      | 25-21, 25-22, 27-25              |
| 9 dicembre 2005 - ore 17:30 Palasport Città di Vicenza, Vicenza | Vicenza            | 3 - 1 | Santeramo   | 25-22, 22-25, 25-20, 25-21       |
| 9 dicembre 2005 - ore 20:30 PalaMaddalene, Chieri               | Chieri             | 3 - 0 | Arzano      | 25-20, 25-18, 25-20              |

#### Quarti di finale

##### Andata
| 1º febbraio 2006 - ore 20:30 PalaGalassi, Forlì                  | Forlì         | 0 - 3 | Giannino Pieralisi | 17-25, 15-25, 17-25        |
| 1º febbraio 2006 - ore 20:30 PalaEvangelisti, Perugia            | Sirio Perugia | 3 - 1 | Asystel            | 25-21, 25-20, 22-25, 31-29 |
| 1º febbraio 2006 - ore 19:30 Palasport Città di Vicenza, Vicenza | Vicenza       | 0 - 3 | Robursport Pesaro  | 20-25, 20-25, 24-26        |
| 1º febbraio 2006 - ore 20:30 PalaNorda, Bergamo                  | Bergamo       | 3 - 1 | Chieri             | 25-21, 25-9, 18-25, 25-18  |

##### Ritorno
| 8 febbraio 2006 - ore 20:30 PalaTriccoli, Jesi                  | Giannino Pieralisi | 3 - 0 | Forlì         | 25-16, 25-21, 25-18               |
| 8 febbraio 2006 - ore 20:30 PalaDalLago, Novara                 | Asystel            | 1 - 3 | Sirio Perugia | 25-19, 15-25, 21-25, 17-25        |
| 8 febbraio 2006 - ore 20:30 PalaDionigi, Sant'Angelo in Lizzola | Robursport Pesaro  | 3 - 0 | Vicenza       | 25-23, 25-21, 25-23               |
| 8 febbraio 2006 - ore 20:30 PalaMaddalene, Chieri               | Chieri             | 2 - 3 | Bergamo       | 21-25, 21-25, 25-17, 25-19, 12-15 |

#### Semifinali
| 11 febbraio 2006 - ore 16:00 PalaEvangelisti, Perugia | Robursport Pesaro  | 2 - 3 | Bergamo       | 25-22, 20-25, 19-25, 25-16, 11-15 |
| 11 febbraio 2006 - ore 19:00 PalaEvangelisti, Perugia | Giannino Pieralisi | 3 - 2 | Sirio Perugia | 27-25, 23-25, 25-19, 21-25, 15-12 |

#### Finale
| 12 febbraio 2006 - ore 18:30 PalaEvangelisti, Perugia | Giannino Pieralisi | 1 - 3 | Bergamo | 22-25, 15-25, 25-23, 14-25 |